# Katrin Wegemann

Katrin Wegemann, 2024 (Copyright: Kathleen Friedrich)

Katrin Wegemann (* 1982 in Recklinghausen) ist eine deutsche Bildende Künstlerin.

## Leben
Wegemann studierte zunächst von 2002 bis 2003 freie Kunst an der Kunstakademie Münster und wechselte 2003 zur Bildhauerei an die Kunstakademie Düsseldorf, wo sie bei Irmin Kamp und Martin Gostner studierte. Nach Aufenthalten an der Accademia di belle arti Lorenzo da Viterbo und am Emily Carr Institute of Art and Design in Vancouver machte sie 2008 ihr Diplom bei Inge Mahn und war Meisterschülerin bei Else Gabriel an der Kunsthochschule Berlin-Weißensee. Von 2005 bis 2009 war Wegemann Stipendiatin der Studienstiftung des deutschen Volkes und 2011 gründete sie die Gruppe STADT.KUNST, eine Initiative zur Förderung von Kunst im öffentlichen Raum in Herten. Seit 2016 ist die Künstlerin Fachpreisrichterin in Kunst-am-Bau-Kommissionen der Senatsverwaltung für Stadtentwicklung und Umwelt, Berlin und der Berliner Bezirksämter, sowie Mitglied im Bund Bildender Künstlerinnen und Künstler, Berlin.
Sie lebt und arbeitet in Berlin und Recklinghausen. Ihr Studio befindet sich im Atelierhaus Auguste in Berlin-Reinickendorf.

## Werk
Katrin Wegemann erstellt performative Skulpturen mit räumlichem Bezug, die im Prozess erlebbar sind und realisiert plastische Kunst am Bau Projekte. Ihre Skulpturen sind materialimmanent oder maschinell betrieben und visualisieren den steten und ungreifbaren Fluss der Zeit durch die Materialität der in ihr stattfindenden natürlichen Prozesse.

„Sie bewegt sich mit ihren Arbeiten zwischen Skulptur und Performance zwischen Räumen, Kontexten und Prozessen, ohne dass sie so richtig zu einer Kunstkategorie zugeordnet werden kann“

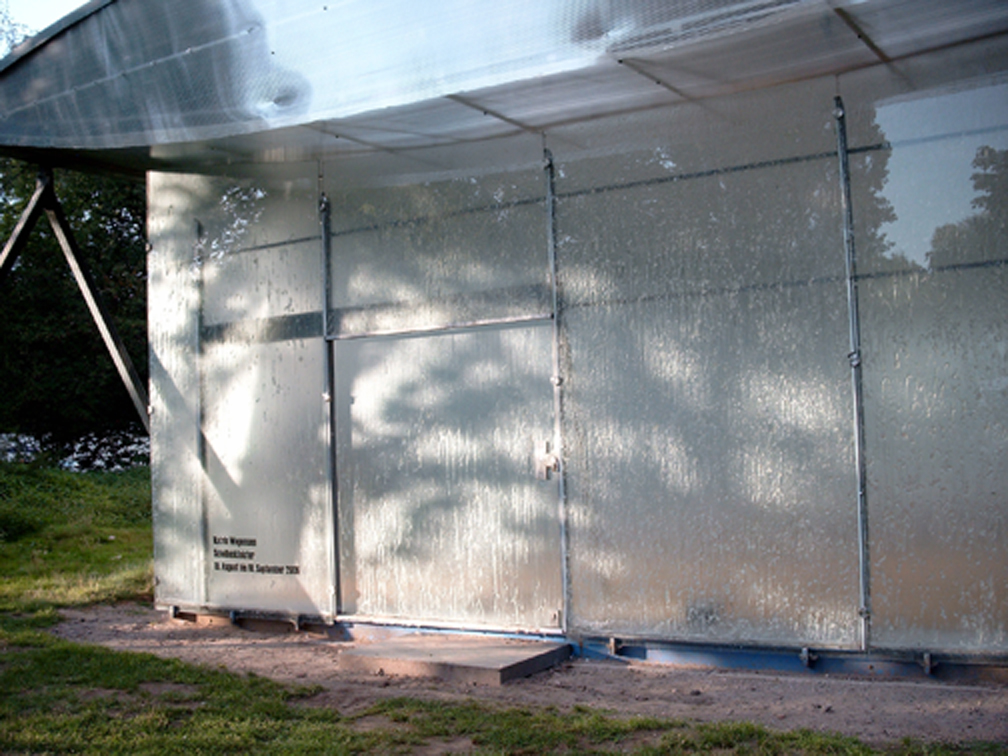
Häutung, Wewerka Pavillon, Münster, 2006
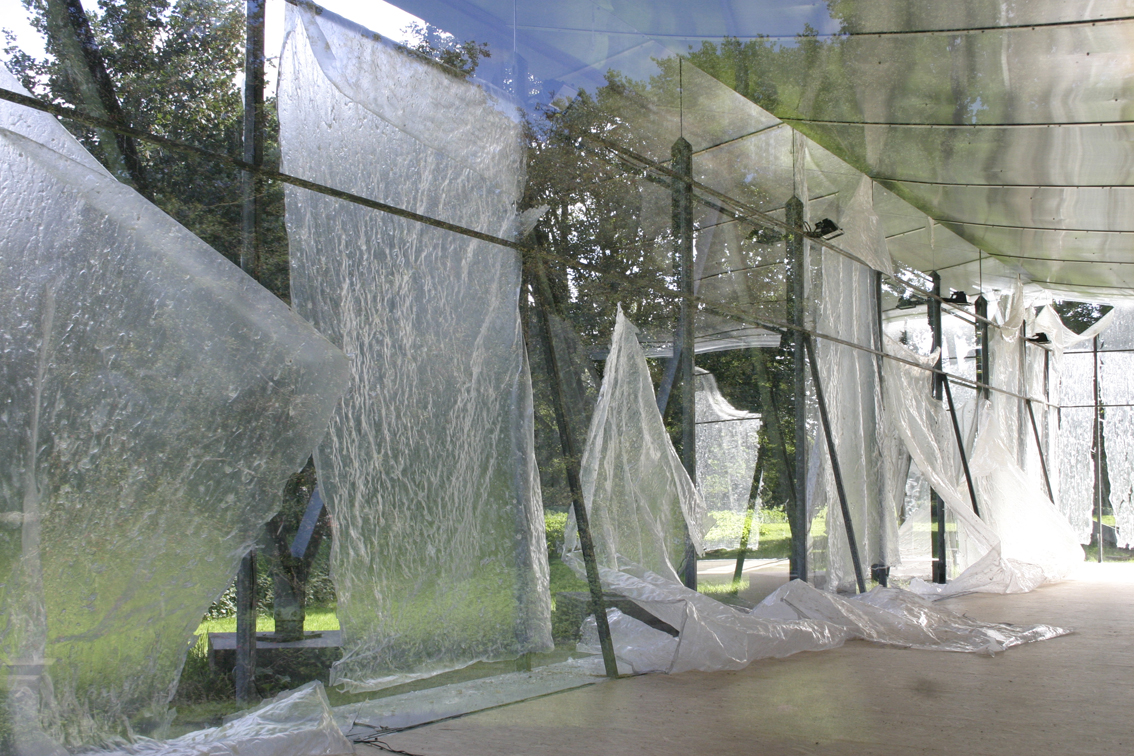
Häutung, Wewerka Pavillon, Münster, 2006
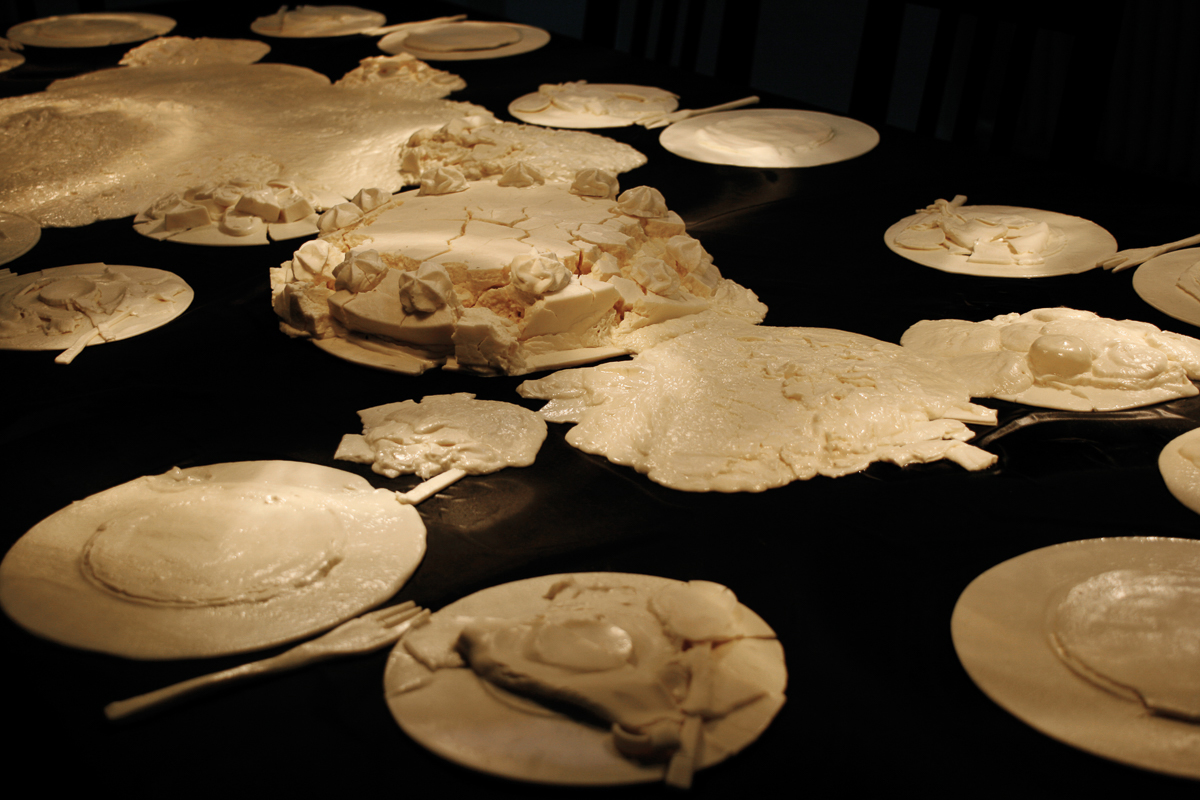
Schmelzen 37°C, Katrin Wegemann, (schoko) Künstlerhaus Bethanien Berlin, 2009
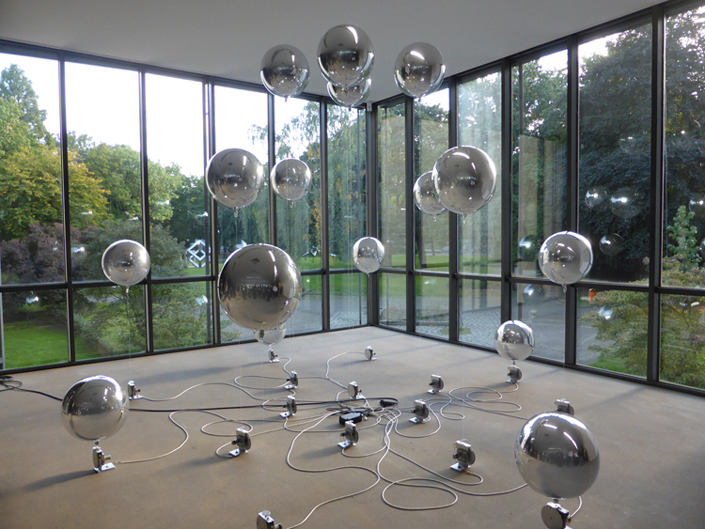
Aufsteigen 16, Katrin Wegemann, Lehmbruck Museum, Duisburg, 2015

## Ausstellungen
Einzelausstellungen
- 2023 Eigenleben[5], Alte Feuerwache, Berlin
- 2022 Urban Juggling, Stadtbesetzung VI, Herten
- 2018 Alles bewege sich und nichts habe Bestand, Stadtbesetzung III, Herten
- 2018 Akkumulation, Französischer Dom, Berlin
- 2017 Ephemer[6], Kunstverein Recklinghausen
- 2015 Wachsen[7], DA, Kunsthaus Kloster Gravenhorst, Hörstel
- 2014 ZU FALL[8], Städtische Galerie, Reutlingen
- 2014 Aufsteigen 16, Berlinische Galerie, Berlin
- 2014 LUFT, Gocart Gallery, Visby, Gotland (SE)
- 2013 Blowin’ free[9][10], Kunstvereine Ruhr, im Rahmen von EMSCHERKUNST.2013, Oberhausen
- 2013 Verortet, Lohtor-Friedhof, Recklinghausen
- 2013 Aufsteigen[11][12], Galerie im Turm, Berlin
- 2012 stein.zeit.formen, Baustelle Schaustelle, Essen
- 2011 Floating[13][14], jozi art:lab, Johannesburg, Südafrika
- 2011 Poiesis, Galerie artplosiv, Freiburg im Breisgau
- 2011 Werkschau, S11 Künstlerhaus Solothurn, Schweiz
- 2007 Tausch, LOGE, Berlin
- 2006 Häutung, Wewerka-Pavillon, Münster

Gruppenausstellungen (Auswahl)
- 2021 Odem, Kunstverein Neukölln, Berlin
- 2020 Emergence Plus Drei, GWK Preisträger*innen, Kunsthalle, Recklinghausen
- 2018 The Long Now, Me Collectors Room Berlin & Museum Goch
- 2017 (IM)MATERIAL, Kunstverein Bochum
- 2017 Neuköllner Kunstpreis, Saalbau Galerie, Berlin
- 2016 Die Jugend von heute, Kunstverein Cuxhaven
- 2015 4D, DA, Kunsthaus Kloster Gravenhorst, Hörstel
- 2015 Wahlverwandtschaften, Lehmbruck Museum, Duisburg
- 2015 DEW21 Kunstpreis, Dortmunder U, Dortmund
- 2014 24h Skulptur, Sexauer Galerie, Berlin
- 2014 EnergieWendeKunst, silent green Kulturquartier, Berlin
- 2014 Vier Elemente, Kunst-Raum Akademie, Weingarten
- 2014 slices of time, plan.d, Düsseldorf

## Organisation von Symposien und Ausstellungen
- 2023 Projektleitung EAT ART CONNECTIONS – zeitbasierte Kunst im öffentlichen Raum, Wasserschloss Reelkirchen & Wasserschloss Herten[15]
- 2021 Online-Symposium Stadt-Land-Fluss Besetzung – zeitbasierte Kunst im öffentlichen Raum, Kooperation von Initiative Stadt.Kunst, Herten und Kultursekretariat NRW[16]
- 2016–18 Projektleitung Stadtbesetzung I + II + III, Initiative Stadt.Kunst, Herten in Zusammenarbeit mit dem Künstlerdorf Schöppingen und dem Kultursekretariat Gütersloh[17]

## Werke in öffentlichen Sammlungen
Skulpturenmuseum Glaskasten Marl | Berlinische Galerie | Kunstmuseum Reutlingen | Kunsthaus Kloster Gravenhorst | Region Gotland, Schweden | Emscherhaus Essen
27 °C, Kunst am Bau, Humboldt-Universität zu Berlin, Forschungs- und Laborgebäude für Lebenswissenschaften, Rhoda Erdmann Haus

## Publikationen
Monografien
- Metamorphosis, hg. von der Kunsthalle Recklinghausen, Verlag Kettler Dortmund, 2021. ISBN 978-3-86206-900-2
- Sammlung des Flüchtigen. Über das Festhalten des Ephemeren, hg. von Syelle Hase und dem Kunstverein Recklinghausen, Verlag Kettler, Recklinghausen 2017. Mit Texten Dorothea von Hantelmann, Syelle Hase, Florian Matzner, Volker Kleinekort, Bernhard Roth und Knut Ebeling. ISBN  978-3-86206-598-1
- Kugeln Körner Kontingenzen, hg. vom Städtischen Kunstmuseum Spendhaus Reutlingen, Reutlingen 2014. Mit Texten von Syelle Hase und Knut Ebeling. ISBN 978-3-86206-382-6
- 37°C. GWK Förderpreis, hg. von Gesellschaft zur Förderung der Westfälischen Kulturarbeit, Verlag Kettler, Münster 2011. Mit Texten von Frank-Thorsten Moll, Susanne Schulte und Friedrich Weltzien. ISBN 978-3-86206-096-2
- Raum kann man nicht falten. Mart Stam Förderpreis, hg. von der Mart Stam Gesellschaft, Berlin 2009. Mit Texten von Knut Ebeling, Sebastian Russek und Jean-Baptiste Joly.
- Zeit und Ornament. Werke von 2003 - 2008, hg. von Katrin Wegemann, Berlin 2008. Mit einem Text von Knut Ebeling. ISBN 978-3-00-026932-5
- Wewerka Pavillon: Scheibenkleister. Ausstellungskatalog von Katrin Wegemann, hg. von der Kunstakademie Münster, Münster 2006. Mit einem Text von Arne Reimann. ISBN 978-3-928682-49-7

Weitere Publikationen
- 2023 Eigensinnige Orte – Stubborn Places, hg. von Stefanie Bürkle, Alex Gross, Katrin Wegemann, Verlag Kettler, Berlin 2023. Mit Texten von Knut Ebeling, Carla Hinrichs, Tobias Becker, Lawson Wood, Lola Randl und weiteren. ISBN 978-3-98741-078-9
- 2023 EAT ART CONNECTIONS – Wasserschloss Reelkirchen & Wasserschloss Herten, hg. von Katrin Wegemann u. a., Wasserschloss Reelkirchen e.V., Herten 2023. Mit Texten u. a. von Annika Wind, Mareike Donath, Sigrun Brunsiek.
- 2021 Stadt-Land-Fluss Besetzung – zeitbasierte Kunst im öffentlichen Raum, hg. von Katrin Wegemann u. a., Initiative Stadt.Kunst, Herten 2021. Mit Texten von Ursula Grünenwald, Reinhard Buskies, Agnes Sawer, Josef Spiegel.
- Positionsänderung.Lokal 2010, hg. von Katrin Wegemann und dem Kulturbüro der Stadt Herten, Herten 2010.